# Te Manga
Te Manga är ett berg i Cooköarna (Nya Zeeland). Det ligger i den centrala delen av landet. Toppen på Te Manga är 653 meter över havet. Te Manga ligger på ön Rarotonga.
Terrängen runt Te Manga är kuperad åt sydväst, men åt nordost är den platt. Te Manga är den högsta punkten på ön och på Cooköarna. I omgivningarna runt Te Manga växer i huvudsak städsegrön lövskog.